# Irene Neumann
Irene Neumann (* 1947) ist ein ehemaliges deutsches Fotomodell und Schönheitskönigin.

## Leben
1970 wurde sie die erste Miss Germany, die ihren Titel im Ausland erhielt – in San Juan auf Puerto Rico.
Am 11. Juli 1970 nahm sie an der Miss Universe in Miami Beach (Florida, USA) teil.
1971 wurde ihre Amtszeit als Miss Germany um ein Jahr verlängert, da keine Wahl stattfand. So kandidierte sie im November gleichen Jahres zur Miss World in London.
Nach ihrer ersten Wahl zur Miss Germany arbeitete sie zwölf Jahre als Model. 2003 war sie für das deutsch-amerikanische Model-Trainings-Zentrum Sage Innovations tätig. Sie half Frauen, die für ihren Typ richtige Agentur zu finden, vermittelte Kontakte, Vorstellungs-Termine und begleitete sie zu den Agenturen.
Heute arbeitet sie als Heilpraktikerin in Aying.